# Slanted and Enchanted
Slanted and Enchanted é o álbum de estreia da banda Pavement, lançado a 15 de Abril de 1991.

## Faixas
1. "Summer Babe (Winter Version)" – 3:16
2. "Trigger Cut/Wounded-Kite At:17" – 3:16
3. "No Life Singed Her" – 2:09
4. "In the Mouth a Desert" – 3:52
5. "Conduit for Sale!" – 2:52
6. "Zurich is Stained" – 1:41
7. "Chesley's Little Wrists" – 1:16
8. "Loretta's Scars" – 2:55
9. "Here" – 3:56
10. "Two States" – 1:47
11. "Perfume-V" – 2:09
12. "Fame Throwa" – 3:22
13. "Jackals, False Grails: The Lonesome Era" – 3:21
14. "Our Singer" – 3:09

## Crítica
O álbum foi incluído no Top 100 dos melhores álbuns da década de 90, classificado em nº 5 pela revista Pitchfork Media
O álbum foi incluído no Top 100 dos álbuns dos últimos 20 anos, classificado em nº 4 pela revista Spin Magazine, em Junho de 2005.
O álbum foi incluído também nos 100 Álbuns de Todos os Tempos, pela revista Time.
Foi escolhido como nº 1 pela revista Blender no Top 100 Álbuns Indie de Todos os Tempos, em Novembro de 2007.